# Richard Dehm
Richard Dehm (* 6. Juli 1907 in Nürnberg; † 20. März 1996 in München) war ein deutscher Paläontologe.
Dehm studierte Geologie und Paläontologie an der Ludwig-Maximilians-Universität München (unter anderem bei Ferdinand Broili und Stromer von Reichenbach), wo er 1930 promoviert wurde (mit einem Thema zur Geologie des Ries-Gebietes, Geologische Untersuchungen, das Gebiet des Blattes Monheim) und seine Lehrerexamen ablegte. Statt der Lehrerlaufbahn wurde er aber 1932 Assistent am Institut für Paläontologie und Historische Geologie. 1935 habilitierte er sich und wurde 1936 erst wissenschaftliche Hilfskraft und 1937 Konservator und Dozent an der Bayerischen Staatssammlung für Historische Geologie und Paläontologie. Von 1948 bis 1950 war er Kurator an der Geologisch-paläontologischen Sammlung in Tübingen. Seit 1950 war er Professor für Historische Geologie und Paläontologie an der Ludwig-Maximilians-Universität München und Direktor der Bayerischen Staatssammlung, die er nach Kriegsverlusten wieder aufbaute.
Er befasste sich unter anderem mit tertiären Säugetieren unter anderem aus den Karst-Spaltenfüllungen in der Alb (aber auch aus den Siwalik-Schichten von Pakistan) und mit dem Meteoritenkrater im Nördlinger Ries.
1984 wurde er Ehrenmitglied der Paläontologischen Gesellschaft und 1991 der Society of Vertebrate Paleontology. 1962 wurde er Mitglied der Bayerischen Akademie der Wissenschaften.
Zu seinen Doktoranden gehören Wighart von Koenigswald (Professor in Bonn), Gerhard Schairer und Volker Fahlbusch (einer seiner Nachfolger in München).

## Schriften (Auswahl)
- Die Raubtiere aus dem Mittel-Miocän (Burdigalium) von Wintershof-West bei Eichstätt in Bayern (= Bayerische Akademie der Wissenschaften. Mathematisch-Naturwissenschaftliche Klasse. Abhandlungen. NF Heft 58, ISSN 0376-1029). Beck, München 1950.
- Zur Gliederung der jungtertiären Molasse in Süddeutschland nach Säugetieren. In: Neues Jahrbuch für Geologie und Paläontologie. Monatshefte. Heft 5, 1951, ISSN 0028-3630, S. 140–152.
- Über neue tertiäre Spaltenfüllungen des süddeutschen Jura- und Muschelkalkgebietes. In: Mitteilungen der Bayerischen Staatssammlung für Paläontologie und Historische Geologie. Heft 1, 1961, ISSN 0077-2070, S. 27–56, online.
- Das Nördlinger Ries und die Meteortheorie. In: Mitteilungen der Bayerischen Staatssammlung für Paläontologie und Historische Geologie. Heft 2, 1962, S. 69–87, online.